# Gymnoscelis postgenitata
Gymnoscelis postgenitata là một loài bướm đêm trong họ Geometridae.